# 丁岚
丁岚（1964年—），河南郑州人，女演员、商人。

## 生平
毕业于河南省戏曲学校（今中原文化艺术学院），曾是河南省话团和北京电影制片厂演员剧团的演员。1991年移民新加坡，在新加坡新传媒当演员。2001年回到中国经商。其作品有《少林寺》、《少林俗家弟子》、《少林少子》、《侠女十三妹》、《东陵大盗》等。

## 外部連結
- 丁岚在互联网电影资料库（IMDb）上的資料（英文）（英文）
- 丁岚在香港影庫上的簡介
- 丁岚在豆瓣上的资料（简体中文）
- 丁岚在时光网上的簡介（简体中文）